# Phyllophaga paraguayana
Phyllophaga paraguayana är en skalbaggsart som beskrevs av Moser 1921. Phyllophaga paraguayana ingår i släktet Phyllophaga och familjen Melolonthidae. Inga underarter finns listade i Catalogue of Life.